# ポツダム天体物理天文台
ポツダム天体物理天文台（Astrophysikalischen Observatoriums Potsdam）は19世紀末に造られたドイツの天文台である。ポツダム天体物理研究所(Astrophysikalisches Institut Potsdam)の施設である。
グスタフ・キルヒホフやロベルト・ブンゼンによって開発された分光法の技術を用いて、太陽を観測する天文台として1876年から建設が始まり、建物は1879年の秋に完成した。運営はヴィルヘルム・フェルスターやキルヒホッフ、アルトゥル・アウヴェルスからなる委員会が行った。1882年にヘルマン・カール・フォーゲルが初代の所長に任命された。フォーゲルによって恒星の観測を行い、分光連星を発見した。1899年に当時世界最大の80cm口径の屈折望遠鏡が設置された。カール・シュヴァルツシルトも所長を務めた。